# Eyüpspor
Eyüpspor Kulübü – turecki klub piłkarski mający swoją siedzibę w Eyüp, dzielnicy Stambułu. Występuje w Süper Lig, najwyższym szczeblu piłkarskim w Turcji.

## Historia
Eyüpspor został założony 5 stycznia 1919. Grali w regionalnej lidze Stambułu w latach 1935–1938. Wygrywali TFF 3. Lig w sezonach 1986/1987, 2001/2002 oraz 2014/2015. W sezonie 2020/2021 wygrali grupę czerwoną TFF 2. Lig i awansowali do TFF 1. Lig. W sezonie 2021/2022 grali w barażach o Süper Lig, gdzie przegrali 3:1 w półfinałowym dwumeczu z Bandırmasporem (1:0, 0:3). W sezonie 2022/2023 również awansowali do baraży o Süper Lig. W pierwszej rundzie pokonali po dogrywce Sakaryaspor (1:0), jednak ponownie odpadli w półfinale, tym razem grając przeciwko Bodrum FK (1:0, 0:2). Wygrali natomiast następne rozgrywki awansując pierwszy raz w historii do Süper Lig.

## Stadion
Stadionem Eyüpsporu jest Eyüp Stadyumu. W sezonie 2024/2025 rozgrywają swoje mecze na Recep Tayyip Erdoğan Stadyumu.

## Skład
Stan na 29 sierpnia 2024
| Nr | Poz. | Piłkarz         |
| -- | ---- | --------------- |
| 1  | BR   | Berke Özer      |
| 3  | OB   | Fethi Özer      |
| 4  | OB   | Luccas Claro    |
| 5  | PO   | Dorukhan Toköz  |
| 6  | PO   | Robin Yalçın    |
| 7  | NA   | Halil Akbunar   |
| 8  | PO   | Emre Akbaba     |
| 9  | NA   | Mame Thiam      |
| 10 | PO   | Samuel Sáiz     |
| 11 | NA   | Sinan Gümüş     |
| 18 | PO   | Fredrik Midtsjø |
| 19 | PO   | Svit Sešlar     |
| 20 | PO   | Recep Niyaz     |
| 23 | NA   | Ahmed Kutucu    |

| Nr | Poz. | Piłkarz                                    |
| -- | ---- | ------------------------------------------ |
| 24 | PO   | Tugay Kaçar                                |
| 26 | BR   | Alp Köseer                                 |
| 28 | PO   | Taşkın İlter                               |
| 39 | NA   | Anastasios Chadzigiowanis                  |
| 57 | PO   | Melih Kabasakal                            |
| 71 | BR   | Muhammad Birkan Tetik                      |
| 75 | OB   | Tayfur Bingöl (wypożyczony z Beşiktaşu JK) |
| 77 | OB   | Umut Meraş                                 |
| 88 | OB   | Caner Erkin (kapitan)                      |
| 99 | NA   | Gianni Bruno                               |
|    | OB   | Berkay Dogan                               |
|    | PO   | Jonjo Shelvey                              |
|    | NA   | Prince Ampem                               |
|    | NA   | Erencan Yardımcı                           |

## Sukcesy
- TFF 1. Lig (1x): 2023/2024
- TFF 2. Lig (1x): 2020/2021
- TFF 3. Lig (3x): 1986/1987, 2001/2002, 2014/2015